# Nionia lucida
Nionia lucida är en insektsart som beskrevs av Rauno E. Linnavuori 1956. Nionia lucida ingår i släktet Nionia och familjen dvärgstritar. Inga underarter finns listade i Catalogue of Life.